# Брері
Брері́ (фр. Bréry) — колишній муніципалітет у Франції, у регіоні Бургундія-Франш-Конте, департамент Жура. Населення — 215 осіб (2011).
Муніципалітет був розташований на відстані близько 340 км на південний схід від Парижа, 65 км на південний захід від Безансона, 13 км на північ від Лонс-ле-Соньє.

## Історія
У 1956-2015 роках муніципалітет перебував у складі регіону Франш-Конте. Від 1 січня 2016 року належав до нового об'єднаного регіону Бургундія-Франш-Конте.
1 січня 2019 року Брері було приєднано до муніципалітету Домблан.

## Демографія
Динаміка населення (Insee, Ehess ):
Розподіл населення за віком та статтю (2006):
| Стать | Всього | До 15 років | 15-24 | 25-44 | 45-64 | 65-85 | Понад 85 |
| --- | ------ | ----------- | ----- | ----- | ----- | ----- | -------- |
| Чоловіки | 109    | 20          | 4     | 28    | 24    | 29    | 4        |
| Жінки | 136    | 32          | 16    | 28    | 40    | 20    | 0        |
| \| Статево-вікова піраміда \| Статево-вікова піраміда \| Статево-вікова піраміда \| \| ----------------------- \| ----------------------- \| ----------------------- \| \| Чоловіки \| Вік \| Жінки \| \| 4 \| 85 + \| 0 \| \| 4 \| 80-84 \| 8 \| \| 4 \| 75-79 \| 4 \| \| 0 \| 70-74 \| 4 \| \| 21 \| 65-69 \| 4 \| \| 0 \| 60-64 \| 12 \| \| 16 \| 55-59 \| 12 \| \| 4 \| 50-54 \| 8 \| \| 4 \| 45-49 \| 8 \| \| 12 \| 40-44 \| 8 \| \| 12 \| 35-39 \| 12 \| \| 4 \| 30-34 \| 8 \| \| 0 \| 25-29 \| 0 \| \| 0 \| 20-24 \| 0 \| \| 4 \| 15-20 \| 16 \| \| 8 \| 10-14 \| 12 \| \| 4 \| 5-9 \| 4 \| \| 8 \| 0-4 \| 16 \| |        |             |       |       |       |       |          |
| Статево-вікова піраміда |        |             |       |       |       |       |          |
| Чоловіки | Вік    | Жінки       |       |       |       |       |          |
| 4 | 85 +   | 0           |       |       |       |       |          |
| 4 | 80-84  | 8           |       |       |       |       |          |
| 4 | 75-79  | 4           |       |       |       |       |          |
| 0 | 70-74  | 4           |       |       |       |       |          |
| 21 | 65-69  | 4           |       |       |       |       |          |
| 0 | 60-64  | 12          |       |       |       |       |          |
| 16 | 55-59  | 12          |       |       |       |       |          |
| 4 | 50-54  | 8           |       |       |       |       |          |
| 4 | 45-49  | 8           |       |       |       |       |          |
| 12 | 40-44  | 8           |       |       |       |       |          |
| 12 | 35-39  | 12          |       |       |       |       |          |
| 4 | 30-34  | 8           |       |       |       |       |          |
| 0 | 25-29  | 0           |       |       |       |       |          |
| 0 | 20-24  | 0           |       |       |       |       |          |
| 4 | 15-20  | 16          |       |       |       |       |          |
| 8 | 10-14  | 12          |       |       |       |       |          |
| 4 | 5-9    | 4           |       |       |       |       |          |
| 8 | 0-4    | 16          |       |       |       |       |          |

## Економіка
2010 року серед 134 осіб працездатного віку (15—64 років) 101 була активною, 33 — неактивними (показник активності 75,4%, у 1999 році було 77,8%). З 101 активної мешканців працювали 93 особи (50 чоловіків та 43 жінки), безробітними було 8 (3 чоловіки та 5 жінок). Серед 33 неактивних 10 осіб було учнями чи студентами, 14 — пенсіонерами, 9 були неактивними з інших причин.

У 2010 році в муніципалітеті числилось 91 оподатковане домогосподарство, у яких проживали 226,0 особи, медіана доходів виносила 16 759 євро на одного особоспоживача